# 久米田彩
久米田 彩（くめた あや、1978年11月17日 - ）は、北海道札幌市出身の女優、振付師、演出家、温泉ソムリエ、タレント、リポーター。JAPAN BEST TV所属。以前はバグジーに所属していた。

## 人物
身長160cm。血液型B型。
趣味は旅、温泉、着物着付け、日本酒、料理、パン作り、乗馬。特技は芸者、日舞、小鼓、太鼓、時代・現代殺陣、アクション（アクロバット）、ダンス、山登り、ゴルフ、歌、中国語。
温泉ソムリエ、日本酒ナビゲーターの資格を持つ。

## 出演作品

### テレビドラマ
- 爆竜戦隊アバレンジャー 第38話（2003年、テレビ朝日） - カップル
- 火曜ドラマ / 有閑倶楽部 第1話（2007年、日本テレビ）
- 土曜ワイド劇場 / ショカツの女 新宿西署 刑事課強行犯係 第1作（2007年、テレビ朝日） - 関谷由紀
- 左目探偵EYE（2009年、日本テレビ）
- 相棒 Season9 元日スペシャル（2011年、テレビ朝日） - 編集者
- 牙狼-GARO- 〜MAKAISENKI〜 第4話（2011年、テレビ東京） - ディーラー
- 嘘解きレトリック 第1話、第8話（2024年、フジテレビ） - 伊藤幸子

### テレビ番組
- 商品降臨（1999年 - 2009年、テレビ東京）
- 中居正広の金曜日のスマたちへ（TBS）
- ぷっちぬき Plesents「原宿物語」（2006年、テレビ東京）
- フェイク・ゲーム（2007年、フジテレビ）
- 秘湯ロマン（2008年 - 2016年、テレビ朝日） - 旅人
- おぉ!信州人（2015年、長野朝日放送）
- ドミソラ（2015年、福島放送）
- マレーシア 楽園の扉II（2016年、BS朝日）
- 痛快TV スカッとジャパン（フジテレビ）

### 映画
- 猿飛佐助 闇の軍団（2005年、東映）
- 一生の?お願い（2005年）
- ヅラ刑事（2006年、トルネード・フィルム）
- 牙狼-GARO- 〜RED REQUIEM〜（2010年、東北新社） - 乳母車の女
- ネットシネマ・ゴールデンエッグ（2022年）
  - 第十回ネットシネマ・フェスティバル作品「第3番変イ長調ー愛の夢ー」 - 主演
  - 第十一回ネットシネマ・フェスティバル作品「Re:Kon-Katsu」
- 名古屋大学製作映像教材「刑事訴訟」捜査編／公判編（2022年）
- 北斎春画 〜江戸女子性春物語〜（2022年）
- 墨田川 華いちりん（2023年） - 主演

### オリジナルビデオ
- 女囚 07号玲奈（2006年、アートポート）

### 舞台
- NPO法人文化芸術教育支援センター
- 散りゆくシリーズ - 主演
  - 「天泣に散りゆく」（2014年、2016年）
  - 「紅土に散りゆく」（2019年）
  - 「群青に散りゆく」（2023年）
  - 3周年記念イベント「吉原哀恋桜」（2017年）
  - 「追憶映画館」（2023年）
- 劇団たいしゅう小説家Present`s
  - 「湯もみガールズ」（2014年 - 2023年）
  - 「菜々絵の探偵物語」（2021年 - 2023年）
- 劇団若獅子結成三十周年記念公演「夢の澤正-百の名場面」(2017年)
- 劇団新生若獅子
  - 「深川の雪」（2018年）
  - 「よろずや平四郎活人剣」（2019年）
- 劇団東京倶楽部「ブルーボトル」（2018年）
- 五木ひろし特別公演「雨あがる」（2019年、御園座）
- JAPAN BEST TV　
  - ドラマ部「それでもやっぱり猫が好き」（2020年）
  - 朗読劇「猫でござる」（2022年）
- 東京印
  - Vol.20「蒼いバラのシグナル2021」（2021年）
  - Vol.23「あの春の約束を歩き出す君のために2023」（2023年）
- 舞台版『武士の献立』 醤油版（2024年、草月ホール） - お貞の方（真如院）
- ラブ☆ガチャ

### CM・VP
- ユーキャン
- 静岡ガス
- 光通信
- 三井住友銀行店頭用
- そんぽ24損害保険
- アサヒビール
- グローリーサポート「さっきん君」
- マリモ
- JA共済
- THEグローバル社
- TMJ
- 原子力発電環境整備機構（2015年）
- LYXIS web教材
- SOMPOケア

### WEB
- ヒトコワ（2018年、ひかりTV）

### その他
- ふたりはプリキュア Splash Star 後期エンディングテーマ「ガンバランスdeダンス」（2006年 - 2007年） - 振付
- 劇団たいしゅう小説家 - 演出
  - 「湯もみガールズⅧ 」（2022年）
  - 「モノクロ同盟～大人のメルヘン～」（2023年）